# Кохата (Џорџија)
Кохата (енгл. Cohutta) град је у америчкој савезној држави Џорџија. По попису становништва из 2010. у њему је живело 661 становника.

## Демографија
Према попису становништва из 2010. у граду је живело 661 становника, што је 79 (13,6%) становника више него 2000. године.
| Група             | 2000.       | 2010.       |
| Белци             | 551 (94,7%) | 628 (95,0%) |
| Афроамериканци    | 10 (1,7%)   | 15 (2,3%)   |
| Азијати           | 1 (0,2%)    | 4 (0,6%)    |
| Хиспаноамериканци | 5 (0,9%)    | 13 (2,0%)   |
| Укупно            | 582         | 661         |